# Битва за Хайберский проход
Битва за Хайберский проход — сражение между персидской империи Надир-шаха и губернатором Пешавара — вассалом империи Великих Моголов. Результатом битва стало победа персов, открывшая им путь к вторжению в земли Моголов.

## Контекст
Первым крупным военным событием провозгласившего себя персидским шахом Надир-шаха было завоевание Кандагара, после которого он стал искать повод для вторжения в могольскую Индию. Сумев захватить Кандагар и положив конец правлению афганской династии Хотаков, Надир обвинил Моголов в том, что они не выдавали персам афганских шпионов, чем тайно помогали афганцам.
Реза Кули, сын Надира, был назначен наместником Хорасана, что позволило Надиру двинуться на восток, в сторону Джелалабада, где он разбил палаточный лагерь. Разведка доложила ему, что губернатор Кабула и Пешавара собрал армию в 20 тысяч человек (в основном афганцев) и, несмотря на отсутствие помощи от Дели, были намерен противостоять вторжению Надира в свои земли.

## Битва
Афганцы заняли крайне выгодную позицию, чтобы противостоять персидской армии, — узкий Хайберский проход, где невозможно было выстроить в линию боевые формирования. Надир, будучи убеждён в бесперспективности лобовой атаки, выбрал более изысканный подход. Местный проводник сообщил ему о наличии труднопроходимого прохода параллельно Хайберскому — перевала Чатчуби.
Выступив 26 ноября из-под Джелалабада, персидская армия прибыла в Барикаб (33 км от Хайберского прохода), где Надир разделил свою армию, оставив Мортеза-мирзу позади с основной массой сил и послав вперёд 12 тысяч человек на Хайберский перевал во главе с Насролла-мирзой. Сам Надир собрал 10 тысяч лёгкой кавалерии и начал эпичный переход в более чем 80 км через один из самых непроходимых перевалов в Азии. Миновав Чатчуби с потерями в 2 тысячи человек, он вышел у селения Али-Масджид, откуда повернул на север, в тыл засевшим на Хайберском перевале афганцам.
Персидская конница атаковала не ожидавших атаки с тыла афганцев. Превосходившие противника числом в 2 раза афганцы храбро сражались, но в итоге, будучи зажатыми персами с обеих сторон и не имея возможности бежать, пали в бою или были пленены. Губернатор Пешавара также попал в плен.
Дореволюционный военный историк генерал С. О. Кишмишев писал об этом манёвре Надира как об «одной из самых смелых военных операций», а британский военный историк Кристофер Белами назвал её «шедевром в истории войны», отмечая, что преодолеть 80 км по горам Гиндукуша в отсутствие дорог всего за 18 часов было бы затруднительно и в конце XX века.

## Соглашения
Вскоре после того, как Пешавар и Кабул пали, Надир двинулся на Лахор. Армия губернатора Лахора была разбита, когда Надир набросился на неё с неожиданной стороны, заставив остальных защитников города отойти к городским стенам и вскоре сдаться, а также платить высокую дань золотом.
Новости об этих катастрофах привели в ужас правителя Империи Великих Моголов в Дели, и он стал срочно собирать ресурсы и войска по всей северной Индии.